# Illowaiskoje (Kaliningrad)
Illowaiskoje (russisch Илловайское, deutsch Jucknaten, 1938 bis 1945 Meißnersrode, auch: Lubinehlen, 1938 bis 1945 Lubenwalde, litauisch Juknaičiai, auch: Lubinėliai) ist ein Ort in der russischen Oblast Kaliningrad. Er besteht aus zwei ursprünglich eigenständigen Ortschaften und gehört zur kommunalen Selbstverwaltungseinheit Munizipalkreis Krasnosnamensk im Rajon Krasnosnamensk.

## Geographische Lage
Illowaiskoje liegt 22 Kilometer nördlich der einstigen Kreisstadt Pillkallen (1938 bis 1945: Schloßberg, heute russisch: Dobrowolsk) und zwei Kilometer nördlich der heutigen Rajonshauptstadt Krasnosnamensk (Lasdehnen/Haselberg). Der Ort ist über die Kommunalstraße 27K-291 zu erreichen, die von der Verbindungsstraße Krasnosnamensk–Pogranitschny (Schillehnen/Waldheide) (Kommunalstraße 27K-104) abzweigt. Eine Bahnanbindung besteht nicht.

## Geschichte

### Jucknaten (Meißnersrode)

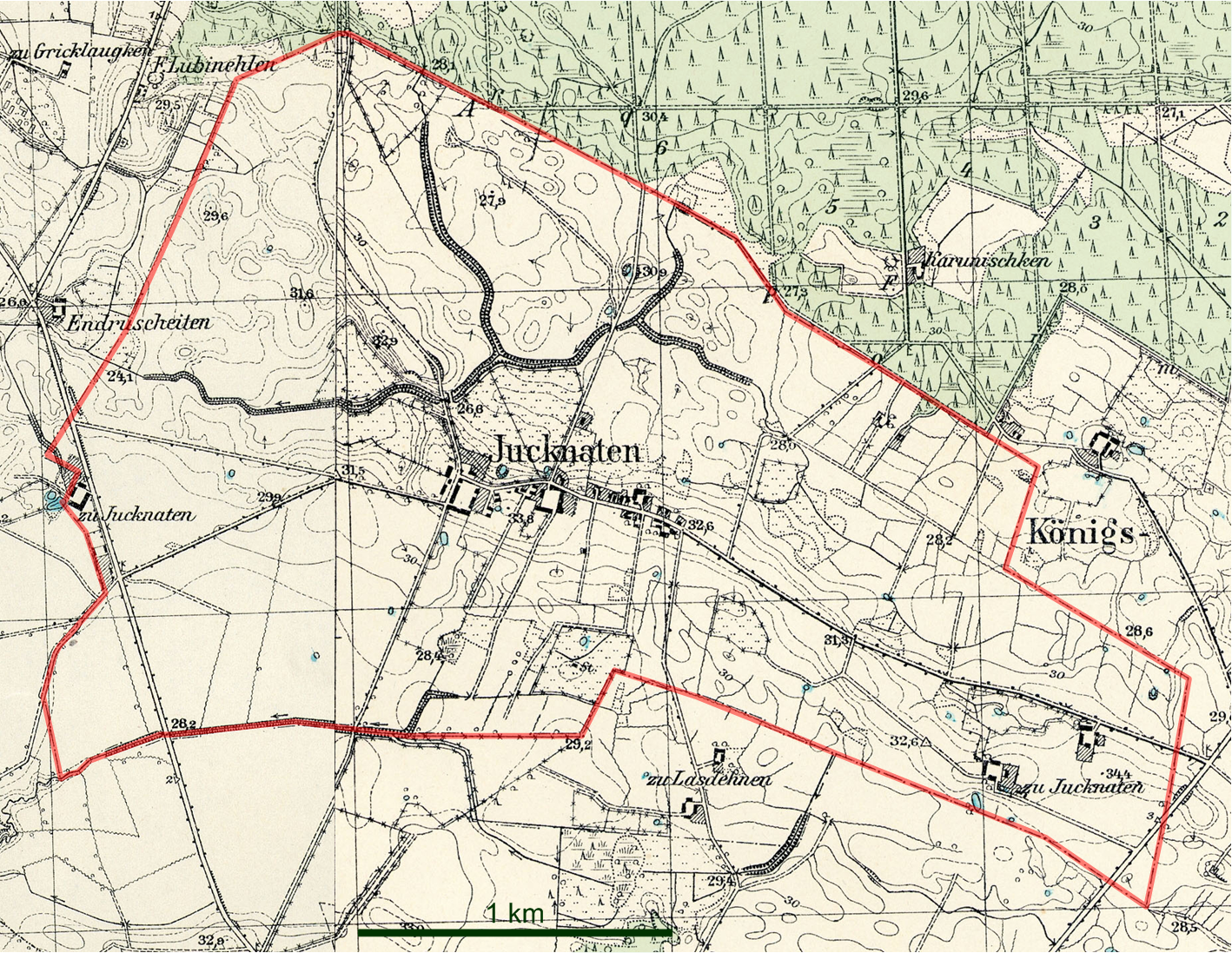
Die (Land)gemeinde Jucknaten auf zwei Messtischblättern von 1927 und 1936

Das südlich gelegene Jucknaten fand seine erste Erwähnung im Jahre 1580, als neun Bauern ihm zugehörig genannt wurden. Um 1780 wurde Jucknat(h)en als meliertes Dorf bezeichnet. Am 8. April 1874 wurde die Landgemeinde Jucknaten namensgebend für einen Amtsbezirk im Kreis Pillkallen. 1938 wurde Jucknaten in Meißnersrode umbenannt. Im Jahre 1945 kam der Ort in Folge des Zweiten Weltkriegs mit dem nördlichen Ostpreußen zur Sowjetunion.

#### Einwohnerentwicklung
| Jahr | Einwohner |
| ---- | --------- |
| 1867 | 263       |
| 1871 | 267       |
| 1885 | 260       |
| 1905 | 272       |
| 1910 | 239       |
| 1933 | 257       |
| 1939 | 211       |

#### Amtsbezirk Jucknaten (Meißnersrode) 1874–1945
Der Amtsbezirk Jucknaten resp. Meißnersrode bestand zwischen 1874 und 1945 innerhalb des Kreises Pillkallen (Schloßberg) in der Provinz Ostpreußen. Anfangs gehörten zu ihm 18 Kommunen, am Ende waren es noch 14:
| Name                               | Änderungsname von 1938 | Russischer Name nach 1945 | Bemerkungen                                   |
| ---------------------------------- | ---------------------- | ------------------------- | --------------------------------------------- |
| Alt Skardupönen (Dorf)             |                        |                           | vor 1900 zum Gutsbezirk Alt Skardupönen       |
| Alt Skardupönen (Gut)              |                        |                           | 1928 zu Karunischken                          |
| Antbudupönen                       | Vormwalde              |                           |                                               |
| Beinigkehmen                       | Beinicken              | Dolgoje                   |                                               |
| Endruscheiten                      | Kleinluben             | Udarnoje                  | 1923 zu Lubinehlen                            |
| Eygarren                           | Eigern                 |                           |                                               |
| Gricklaugken                       | Bönick                 | Selenolessje              |                                               |
| Jucknaten                          | Meißnersrode           | Illowaiskoje              |                                               |
| Karunischken                       | Königsfeld (1928)      |                           |                                               |
| Lubinehlen                         | Lubenwalde             | Illowaiskoje              |                                               |
| Maszuiken                          | Blockswalde            | Udarnoje                  | 1936–38: Maschuiken                           |
| Neu Skardupönen                    | Grenzwald              | Pugatschowo               |                                               |
| Nickelstanaten                     |                        | Smolenskoje               | 1928 zu Neuhof-Lasdehnen                      |
| Schillenöhlen                      | Flußfelde              |                           |                                               |
| Tulpeningken                       | Tulpeningen            | Saretschnoje              |                                               |
| Uszeszuppen ab 1936: Uscheschuppen |                        | Smolenskoje               | 1928 zu Neuhof-Lasdehnen                      |
| Uszproduppen                       | Dachsheide             | Udarnoje                  | 1936–38: Uschproduppen                        |
| Woitekaten                         | Ostfurt                | Saretschnoje              |                                               |
| ab 1928: Neuhof-Lasdehnen          | Altbaum                | Smolenskoje               | war vorher Gutsbezirk im Amtsbezirk Lasdehnen |

Am 1. Januar 1945 bildeten noch die Gemeinden Altbaum, Beinicken, Blockswalde, Bönick, Dachsheide, Eigern, Flußfelde, Grenzwald, Königsfelde, Lubenwalde, Meißnersrode, Ostfurt, Tulpeningen und Vormwalde den Amtsbezirk.

### Lubinehlen (Lubenwalde)

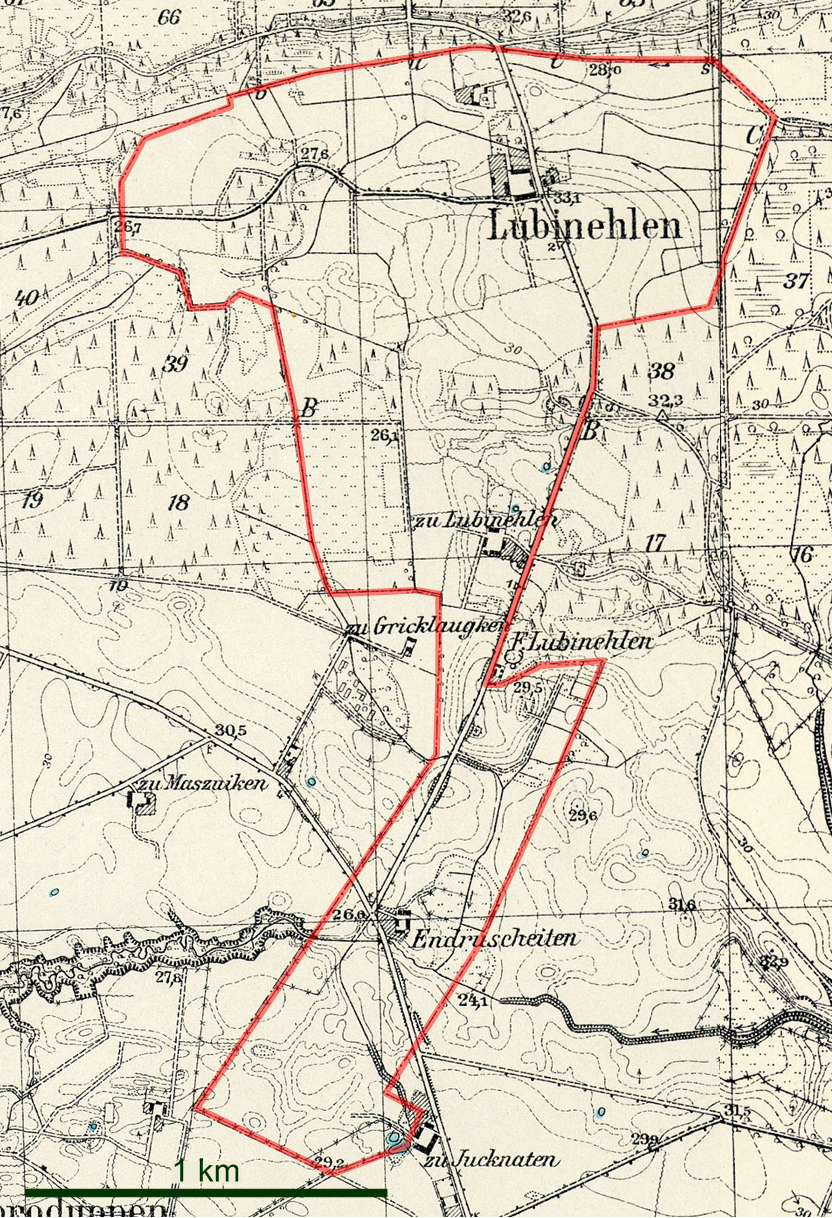
Die Landgemeinde Lubinehlen auf einem Messtischblatt von 1927

Das nördlich gelegene Lubinehlen wurde 1625 erstmals erwähnt. Um 1780 war Lubenöhlen ein königliches Bauerndorf. 1874 wurde die Landgemeinde Lubinehlen in den Amtsbezirk Jucknaten eingegliedert. Am 2. Juni 1923 vergrößerte sich die Gemeinde Lubinehlen um den Nachbarort Endruscheiten (1938 bis 1945: Kleinluben, ab 1950 Teil von Udarnoje, nicht mehr existent). 1929 wurde auch das Forsthaus Lubinehlen eingemeindet. 1938 wurde Lubinehlen in Lubenwalde umbenannt. Im Jahre 1945 kam der Ort in Folge des Zweiten Weltkriegs mit dem nördlichen Ostpreußen zur Sowjetunion.

#### Einwohnerentwicklung
| Jahr | Einwohner | Bemerkungen                                           |
| ---- | --------- | ----------------------------------------------------- |
| 1867 | 58        |                                                       |
| 1871 | 60        |                                                       |
| 1885 | 53        |                                                       |
| 1905 | 76        |                                                       |
| 1910 | 49        |                                                       |
| 1933 | 45        | Einschließlich Endruscheiten und Forsthaus Lubinehlen |
| 1939 | 52        |                                                       |

### Illowaiskoje
Im Jahr 1950 wurden die beiden Dörfer Jucknaten (Meißnersrode) und Lubinehlen (Lubenwalde) unter der russischen Bezeichnung Illowaiskoje zusammengefasst und gleichzeitig dem Dorfsowjet Nemanski selski Sowet im Rajon Krasnosnamensk zugeordnet. Später (vor 1975) gelangte der Ort in den Chlebnikowski selski Sowet. Von 2008 bis 2015 gehörte Illowaiskoje zur Landgemeinde Alexejewskoje selskoje posselenije, von 2016 bis 2021 zum Stadtkreis Krasnosnamensk und seither zum Munizipalkreis Krasnosnamensk.

#### Einwohnerentwicklung
| Jahr | Einwohner |
| ---- | --------- |
| 1984 | ~ 130     |
| 2002 | 151       |
| 2010 | 143       |
| 2021 | 101       |

## Kirche
Die Bevölkerung sowohl Jucknatens resp. Meißnersrodes als auch Lubinehlens resp. Lubenwaldes war vor 1945 überwiegend evangelischer Konfession und in das Kirchspiel der Kirche Lasdehnen (der Ort hieß zwischen 1938 und 1946: Haselberg, heute russisch: Krasnosnamensk) eingepfarrt. Diese war Teil des Kirchenkreises Pillkallen (Schloßberg) innerhalb der Kirchenprovinz Ostpreußen der Kirche der Altpreußischen Union. Heute liegt Illowaiskoje im weitflächigen Einzugsgebiet der neu entstandenen evangelisch-lutherischen Gemeinde in Sabrodino (Lesgewangminnen, 1938 bis 1946 Lesgewangen) innerhalb der Propstei Kaliningrad (Königsberg) der Evangelisch-lutherischen Kirche Europäisches Russland.

## Schule
Zwischen 1737 und 1944 war Jucknaten (Meißnersrode) Schulort. Die Schule hier war eine der ältesten Schulen des Bezirks und wurde von König Friedrich Wilhelm I. gegründet. Das einstige Schulgebäude, in dem 1937 das 200-jährige Bestehen der Schule gefeiert wurde, ist heute noch erhalten.